# El Varadero
El Varadero är en ort i Spanien.   Den ligger i provinsen Provincia de Granada och regionen Andalusien, i den södra delen av landet, 400 km söder om huvudstaden Madrid. El Varadero ligger 4 meter över havet och antalet invånare är 2 000.
Terrängen runt El Varadero är huvudsakligen kuperad, men den allra närmaste omgivningen är platt. Havet är nära El Varadero söderut.  Närmaste större samhälle är Motril, 2,8 km norr om El Varadero. 